# Parnassius patricius
Espèce
Parnassius patricius est une espèce d'insectes lépidoptères de la famille des Papilionidae, de la sous-famille des Parnassiinae et du genre Parnassius.

## Systématique
L'espèce Parnassius patricius a été décrite en 1911 par l'entomologiste allemand Friedrich Wilhelm Niepelt (d) (1862-1936).

## Liste des sous-espèces
- Parnassius patricius kardakoffi Bryk & Eisner, 1930
- Parnassius patricius luedwigi Kreuzberg, 1989
- Parnassius patricius lukhtanovi Rose, 1992
- Parnassius patricius priamus Bryk, 1914
- Parnassius patricius uzungyrus D. Weiss, 1979[1].

## Description
Parnassius patricius est un papillon au corps couvert de poils, aux ailes blanches  veinées de gris et suffusées de noir dans leur partie basale et au bord interne des ailes postérieures. Les ailes antérieures sont largement bordées de gris avec une ligne submarginale de chevrons blancs dans cette bordure et marquées de noir près du bord costal. Les ailes postérieures sont festonnées de gris, avec deux taches noires sur chaque aile.

## Biologie
Parnassius patricius vole de fin juin à début aout.

### Plantes hôtes
La plante hôte de sa chenille est Cysticorydalis fedtschenkoana.

## Écologie et distribution
Parnassius patricius est présent au Kirghizistan.

### Biotope
Parnassius patricius réside en haute montagne entre 3 300 m et 4 000 m.